# Софроний IV (патриарх Александрийский)
Патриарх Софроний (греч. Πατριάρχης Σωφρόνιος, при рождении Ста́врос Меидандзо́глу, греч. Σταύρος Μεϊδαντζόγλου; 1798, Константинополь — 22 августа 1899) — епископ Александрийской православной церкви; с 1870 по 1899 годы — Патриарх Александрийский под именем Софроний IV, ранее, с 1863 по 1866 годы — патриарх Константинопольский под именем Софроний III.

## Биография
Родился в Стамбуле между 1798 и 1802. Происходил из богатой семьи. Он учился в Великой школе нации. В молодости он обладал сильным и приятным голосом и считался первым знатоком церковного пения.
В 1820 году он был рукоположён в сан диакона, получил монашеское имя Софроний. В 1839 году был рукоположён в священника, а затем епископа. В 1855 году он стал епископом Амасийским.

### На Константинопольском престоле
20 сентября 1863 ушёл на покой Патриарх Константинопольский Иоаким II, после чего 2 октября 1863 года был избран Патриархом Константинопольским.
Принимал активное участие в деле по поводу румынских имений греческих монастырей, конфискованных князем Александром Кузой в пользу нового Румынского государства: согласно статьям Закона 1863 года предусматривалось изъятие у греческих игуменов всех украшений, книг, священных сосудов и документов на право владения монастырями, многие из которых были закрыты или перешли в юрисдикцию Румынской Церкви, провозгласившей в 1865 году автокефалию.
Умеренный образ действия Софрония по отношению к греко-болгарской распре возбудил против него крайнюю греческую партию, стоявшую за полное духовное подчинение болгар грекам. Не видя конца раздорам, Патриарх 4-го декабря 1866 года отказался от престола.

### На Александрийском престоле
В 1869 году из-за череды конфликтов ушёл на покой патриарх Александрийский Никанор, избравший своим преемником митрополита Нила, но и он должен был уйти по требованию Константинополя, египетских властей и православной общины Египта. 30 мая 1870 года Софроний был избран Папой и Патриархом Александрийским. В июле кандидатура бывшего Константинопольского патриарха Софрония была согласована между Константинопольским патриархом с одной стороны и Антиохийским и Иерусалимским патриархами с другой стороны. Выбор Софрония устраивал и российского посла в Константинополе Николая Игнатьева, который прежде советовал ему не соглашаться занять Александрийский престол без предварительного одобрения всех патриархов. Низложенный Патриарх Нил пытался противодействовать этому, но 28 октября признал свою отставку.
Составил в 1874 году новое Положение о церковном управлении из 32 статей и подал его на утверждение египетскому правительству. В нём предусматривалось участие в избрании Патриарха представителей всех православных общин Египта, а также легальных профсоюзов Каира и Александрии, врачей, ученых, адвокатов. Положение так и не было утверждено, но позволило умиротворить ситуацию в Александрийском патриарахате.
Будучи Патриархом Александрийским, продолжал бороться за возвращение румынских имений греческих монастырей: если в 1863 году секвестру были подвергнуты все доходы с этих имений, то в 1876 году румынская власть стала вести речь уже о праве владения имениями. Восточные патриархи, во главе с Софронием, подали записку Берлинскому конгрессу 1878 года, в которой изложили ситуацию. В 1885 году патриарх Софроний сделал через греческого посла при берлинском дворе запрос в коллегию юридического факультета Берлинского университета о правах святых мест в отношении к греческим монастырям, находящимся в Дунайском регионе и конфискованным румынским правительством. Берлинские юристы ответили, что собственником румынских преклоненных имений должны быть восточные патриархи.
При слабых наследниках Мухаммада Али во второй половине XIX века Египет быстро потерял экономическую самостоятельность и превратился в полуколонию европейских держав. Строительство дорог, каналов, перерабатывающих предприятий, рост внешней торговли привели к наплыву из-за рубежа огромного количества технических специалистов, торговцев и предпринимателей. Среди иммигрантов было много православных христиан — греков и сирийцев, заполнивших важные социальные ниши (бизнес, издательское дело, журналистика, образование). Иностранное засилье, финансовое закабаление страны вызвали рост националистических настроений, кульминацией стало восстание Ораби-паши в 1882 году. Патриарх Софроний и православное духовенство, как и представители других конфессий, покинули Египет. В Каире и Александрии остались только два священника, на долю которых выпали тяжкие испытания во время бесчинств мятежной толпы. Восстание было подавлено после артиллерийского обстрела Александрии английским флотом, после чего Египет перешёл под британский протекторат.
В те годы Александрийская церковь занимала весьма скромное место в жизни Египта, так в 1884 году в Александрийском Патриархате насчитывалось 30 храмов и 4 молитвенных дома. По мере роста православного населения строились новые церкви, в том числе в Верхнем Египте и Судане.
Авторитет и влияние, которым он пользовался на греческом востоке, создали ему редкое уважение в народе. Оставался Патриархом Александрийским до своей смерти 22 августа 1899 года, в возрасте около 100 лет. Похоронен в церкви Святого Георгия Старого Каира.